# Francisco Mignone
Francisco Mignone   (São Paulo, 3 de setembre de 1897 - Rio de Janeiro, 19 de febrer de 1986) pianista, compositor, director d'orquestra i pedagog, fou una de las figures més significatives de la música clàssica brasilera, i un dels més importants compositors brasilers després d'Heitor Villa-Lobos. El 1968 fou elegit com a compositor brasiler de l'any.
Començà la seva ensenyança musical amb son pare, Alferio Mignone, un músic italià emigrat al Brasil. Es va perfeccionar amb el mestre Ferroni de Milà. Des de molt jove cridà l'atenció en la seva ciutat natal –en la qual va participar molt activament en la vida artística– per les seves dots de dirigent de conjunts instrumentals. En la temporada musical de 1928 a Rio de Janeiro, en estrenar-se l'òpera L'innocente d'aquest compositor, ja era avantatjadament conegut com a director d'orquestra, i en aquesta comesa va obtenir tal prestigi, que l'Escola Nacional de Música (Conservatori oficial), depenent de la Universitat de Brasil, el va contractar per a la càtedra superior de regència, càrrec que ocupà durant molts anys, interrompin solament la seva regència per a realitzar gires a l'estranger, com la que efectuà el 1937 per pujar a l'estrada de l'Orquestra Filharmònica de Berlín.
En la seva faceta com a compositor va sorprendre aquest artista a la càtedra brasilera amb una evolució metòdica i molt estudiada. Amb motiu de l'estrena de les seves òperes El contrastador de diamantes i l'altra ja citada, la crítica carioca, encapçalada per Luiz Heitor, cronista d'O imparcial, declarà que aquests treballs eren "inconfusiblement italians" i lamentava l'error d'orientació del creador paulistà. El mateix cronista, deu anys més tard, al·ludeix a les formidables forces d'assimilació del mitjà brasiler i a l'actual producció de Mignone, insistint vers les resultants tel·lúriques del país natal, que ha obrat prodigis en el creador estranger d'aquesta època, transformat, per fi, en un nacionalista sincer. Compara el crític la llum mediterrània que envaïa Suite Campestre i Festa Dionisiaca de la primera època, amb el cru afroamericanisme del quadre simfònic, Maracalú de Chico rey, de la segona època.
Aquesta nova modalitat del compositor Mignone fou confirmada en el seu poema Batuque. La primera fou una de les obres que feren sensació en el Congrés de Llengua nacional Cantada que se celebrà a São Paulo el 1937, dirigida pel seu autor i amb l'addició d'una part coral. Mignone va publicar altres produccions per a veus i diferents instruments. Es compten entre les seves últimes obres orquestrals les Serestas, les Fantasies brasileres i Congada.
Mignone fou un compositor versátil, dividint la seva producció per igual entre cançons solistes (canções), peces de piano, obres instrumentals de cambra, orquestrals i corals. A més, escriví cinc òperes, vuit ballets i força música per a pel·lícules. La seva última obra Maria a Louca («Maria la boja») va quedar inacabada, quan va morir el 19 de febrer de 1986 a Rio de Janeiro.